# Adam Rapoport
Adam Rapoport (ur. 15 listopada 1969 w Waszyngtonie) – amerykański dziennikarz kulinarny, redaktor naczelny magazynu „Bon Appétit” (2010–2020).

## Życiorys
Jest absolwentem Uniwersytetu Kalifornijskiego w Berkeley (1992).
W 1994 r. dołączył do James Beard Foundation, gdzie pełnił funkcję asystenta w biurze wydawniczym fundacji. W 1997 r. objął stanowisko redaktora w nowojorskim oddziale czasopisma Time Out. W 2000 r. został redaktorem ds. stylu magazynu GQ.
Od 2010 r. pełnił funkcję redaktora naczelnego magazynu Bon Appétit. Jego poprzednikiem była Barbara Fairchild.
W czerwcu 2020 r. spotkał się z falą krytyki ze względu na zdjęcie zamieszczone w 2013 r. przez jego żonę w serwisie Instagram, w którym występuje on z przyciemnioną twarzą. Jego stanowisko zostało jednocześnie zakwestionowane, gdy redaktorka Sohla El-Waylly ujawniła, że pracownicy innej rasy niż biała nie otrzymują dodatkowego wynagrodzenia za występ przed kamerami, oskarżając tym samym magazyn o prowadzenie dyskryminacyjnej polityki. Ostatecznie Rapoport postanowił zrezygnować z funkcji.